# Kamsa
Según la mitología hindú Kamsa (en idioma sánscrito: ‘bronce’) fue un rey despótico de Mathura (ciudad al norte de Agra, en Uttar Pradesh).
Su nombre y leyendas no aparecen en el Rig-veda (el texto más antiguo de la India, de mediados del II milenio a. C.). Su primera aparición se encuentra en el Majábhaata (texto épico-religioso del siglo III a. C.).
El sabio volador Nárada le pronosticó que el octavo hijo de Devaki, le daría muerte. Para eludir ese destino, el tirano encarceló a su prima Devaki y a Vasudeva, recién casados. Kamsa mató con sus propias manos a cada uno de los primeros seis hijos de Devaki. El séptimo hijo fue transferido milagrosamente del útero de Devaki (en la cárcel) al útero de Rojini (la esposa de Nanda, un jefe de pastores de vacas en Vrindávan). El niño fue nombrado formalmente como Rama, pero debido a su gran fuerza lo llamaron Bala Rama (‘fuerte Rama’), Bala Deva o Bala Bhadra..
El octavo hijo de la pareja fue Krisna, la encarnación de Visnu. Para salvarlo de la muerte, su padre lo sacó milagrosamente de la celda y lo llevó hasta Vrindavan (a 10 km), donde lo reemplazó subrepticiamente durante el sueño por una bebé que acababa de alumbrar la esposa de Nanda, Yashoda. Regresó a la celda, donde la hija de Yashoda ―que en realidad era la energía material de Krishna, conocida como Durgá― se dio a conocer ante Kamsa y le advirtió que el hijo que habría de matarle ya había nacido y que él nada podría hacer contra eso.
Informado Kamsa del nacimiento y ocultamiento de Krisná, ordenó dar muerte a todos los niños de la comarca. 
Krisná se salvó, pues se lo había ocultado en la aldea de Gokula (Vrindávan, un lugar a 10 km de Mathurá), donde fue criado por Nanda y Iashodá y donde ejecutó numerosos actos heroicos, matando a demonios y demonias que enviaba su tío Kamsa.
Kamsa tuvo como aliado al rey-hechicero vindhya Kalayeni, con cuya hija Nisumba se había desposado.
Al llegar a los 16 años de edad, Krisná participó en una lucha circense en Mathura, mató a todos los gladiadores que Kamsa puso contra él, y mató a puñetazos a su tío el rey. Luego liberó a sus padres Vasudeva y Devakí, prisioneros de Kamsa. 
- Datos: Q2092267
- Multimedia: Kamsa / Q2092267